# Dariusz Słapek
Dariusz Słapek (ur. 29 lipca 1961 w Ostrowcu Świętokrzyskim) – polski historyk, doktor habilitowany nauk humanistycznych.

## Życiorys
Absolwent Liceum Ogólnokształcącego nr II w Ostrowcu Świętokrzyskim. W 1985 roku ukończył studia historyczne na Uniwersytecie Marii Curie-Skłodowskiej w Lublinie, w 1994 roku obronił pracę doktorską pt. Rola polityczna igrzysk gladiatorskich w Rzymie w okresie późnej republiki, której promotorem był prof. Tadeusz Łoposzko, w 2011 roku habilitował się na podstawie pracy zatytułowanej Sport i widowiska w świecie antycznym.
Pracuje na Uniwersytecie Marii Curie-Skłodowskiej w Lublinie.
Był członkiem Komisji Historycznej na Oddziale PAN w Lublinie i Komisji do Oceny Podręczników Szkolnych PAU.

## Odznaczenia
- Złoty Krzyż Zasługi (2016)[4]
- Srebrny Krzyż Zasługi (2002)[5]
- Medal Komisji Edukacji Narodowej[6]